# Aspidosperma rigidum
Aspidosperma rigidum là một loài thực vật có hoa trong họ La bố ma. Loài này được Rusby mô tả khoa học đầu tiên năm 1927.